# Allocnemis superba
Allocnemis superba е вид водно конче от семейство Platycnemididae. Видът не е застрашен от изчезване.

## Разпространение
Разпространен е в Демократична република Конго, Танзания и Уганда.